# Fünfkampf-Länderkampf der Frauen 1969 BR Deutschland – Sowjetunion
| 5. Leichtathletik-Länderkampf mit bundesdeutscher Beteiligung 1969 | 5. Leichtathletik-Länderkampf mit bundesdeutscher Beteiligung 1969 |
| ------------------------------------------------------------------ | ------------------------------------------------------------------ |
|                                                                    |                                                                    |
| Fünfkampf-Vergleich der Frauen: BR Deutschland – Sowjetunion       |                                                                    |
| Austragungsort                                                     | Heidelberg                                                         |
| Wettbewerbe                                                        | 1                                                                  |
| Datum                                                              | 31. Mai / 1. Juni                                                  |
| 1. URS 2. GER                                                      | 22.822 Punkte 22.508 Punkte                                        |
| Chronik                                                            |                                                                    |
| ← FRG-URS 10kampf (M)                                              | Skandinavien-FRG (F) →                                             |

Den fünften Vergleich des Länderkampfjahres 1969 bestritten die bundesdeutschen Fünfkämpferinnen gleichzeitig mit den Zehnkämpfern mit einem eigenen Länderkampf gegen die Sowjetunion. Am 31. Mai / 1. Juni in Heidelberg kam es damit zur ersten Begegnung mit diesen starken Kontrahentinnen.

## Wettbewerbe und Modus
Der Fünfkampf der Frauen wurde in diesem Jahr im Hinblick auf eine Disziplin umgestaltet. Der bisherige Hürdenlauf über 80 Meter wurde ersetzt durch den 100-Meter-Hürdenlauf. Jede Nation stellte sechs Teilnehmerinnen, von denen die fünf Besten mittels Addition ihrer Punktzahlen für das Endergebnis gewertet wurden.

## Ergebnis
Der Ausgang war sehr viel enger als im Mehrkampf-Vergleich der Männer. Die bundesdeutschen Sportlerinnen stellten zwar die mit deutlichem Vorsprung siegreiche Einzelsiegerin. Doch die Punktzahlen des sowjetischen Teams auf den Rängen zwei, drei und fünf bis sieben reichten zum Gesamtsieg für die UdSSR. So behielten die sowjetischen Athletinnen mit 22.822 zu 22.508 Punkten knapp die Oberhand.

## Weltrekord
Heide Rosendahl, Siegerin dieses Wettbewerbs, stellte mit 5023 Punkten einen neuen Weltrekord im Fünfkampf auf.

## Legende
Kurze Übersicht zur Bedeutung der Symbolik – so üblicherweise auch in sonstigen Veröffentlichungen verwendet:
| WR | Weltrekord |

## Resultat Fünfkampf
| Platz | Name                  | Nation | Punkte  | 100 m Hürden | Kugel- stoßen | Hoch- sprung | Weit- sprung | 200 m  |
| ----- | --------------------- | ------ | ------- | ------------ | ------------- | ------------ | ------------ | ------ |
| 01    | Heide Rosendahl       | GER    | 5023 WR | 13,6 s       | 13,26 m       | 1,65 m       | 6,21 m       | 24,8 s |
| 02    | Marija Sisjakowa      | URS    | 4738000 | 14,0 s       | 13,83 m       | 1,60 m       | 5,99 m       | 26,7 s |
| 03    | Walentina Tichomirowa | URS    | 4644000 | 14,8 s       | 13,68 m       | 1,65 m       | 5,75 m       | 26,4 s |
| 04    | Christel Voß          | GER    | 4569000 | 14,3 s       | 13,13 m       | 1,60 m       | 5,52 m       | 26,4 s |
| 05    | Nejolia Kwitauskaite  | URS    | 4489000 | 14,3 s       | 13,09 m       | 1,55 m       | 5,46 m       | 26,5 s |
| 06    | Wera But              | URS    | 4476000 | 14,5 s       | 13,01 m       | 1,60 m       | 5,54 m       | 27,2 s |
| 07    | Kirn Kusmina          | URS    | 4475000 | 14,3 s       | 10,78 m       | 1,60 m       | 5,91 m       | 26,7 s |
| 08    | Nina Schdan           | URS    | 4459000 | 14,9 s       | 12,41 m       | 1,65 m       | 5,74 m       | 27,5 s |
| 09    | Ursula Farthmann      | GER    | 4354000 | 14,5 s       | 09,71 m       | 1,55 m       | 5,64 m       | 25,5 s |
| 10    | Manon Bornholdt       | GER    | 4338000 | 14,5 s       | 11,40 m       | 1,50 m       | 5,71 m       | 26,7 s |
| 11    | Christa Kamphausen    | GER    | 4224000 | 14,6 s       | 11,05 m       | 1,55 m       | 5,29 m       | 27,1 s |
| 12    | Erika Keller          | GER    | 4211000 | 15,5 s       | 11,50 m       | 1,50 m       | 5,59 m       | 26,5 s |